# دردار لين الأوراق
دردار لين الأوراق (الاسم العلمي: Ulmus mollifolia) هو نوع نباتي يتبع جنس الدردار من فصيلة الدردارية.